# Жукова, Нелля Николаевна
Нелля Николаевна Жукова (27 марта 1938, Ленинград — 30 апреля 2006, Красноярск) — государственный и политический деятель. Депутат Государственной Думы второго созыва, член комитета Государственной Думы по законодательству и судебно-правовой реформе. Заслуженный юрист Российской Федерации.

## Биография
Нелля Николаевна родилась 27 марта в 1938 году, в городе Ленинграде.
В 1964 году завершила обучение и получила диплом о высшем образовании Саратовского юридического института им. Д. И. Курского, по специальности — правовед.
В 1964 году начала свою трудовую деятельность стажёром в прокуратуре города Абакана. Затем работает следователем, позже стала помощником прокурора. В 1975 году назначена на должность прокурора города Абакана (Красноярский край).
С 1979 по 1982 годы работала в должности первого заместителя прокурора Красноярского края. В 1982 году назначена на должность прокурора города Красноярска. Работает до 1995 года, когда произошёл открытый конфликт с мэром Красноярска В. А. Поздняковым. Была освобождена от должности прокурора города и стала работать юристом в коммерческой структуре «Юридические услуги».
17 декабря 1995 года на выборах депутатов государственной Думы второго созыва избрана депутатом по Енисейскому избирательному округу № 46. В Государственной Думе работала в комитете по законодательству и судебно-правовой реформе. Не входила ни в одну из депутатских групп. Полномочия завершены в декабре 1999 года. Баллотировалась на выборах в III созыв, но избраться не удалось.
В дальнейшем была назначена на должность заместителя председателя квалификационной коллегии судей Красноярского края.
С 1999 года член партии «Единство». В 2000 году начала работать в общественной приёмной партии «Единая Россия».
Автор свыше 100 публикаций в газетах и журналах. Старший советник юстиции.
Проживала в городе Красноярске. Умерла в 2006 году.

## Награды и звания
За трудовые успехи была награждена:
- Орден Знак Почёта
- Заслуженный юрист Российской Федерации (1992)[7]
- медаль «В память 850-летия Москвы»
- знак отличия «За заслуги в Пограничной Службе» II степени